# 鍋島直堯 (白石鍋島家)
鍋島 直堯（なべしま なおたか）は、江戸時代前期から中期の肥前国佐賀藩士。白石鍋島家第2代当主。

## 略歴
慶安4年（1651年）7月28日、佐賀藩白石邑主鍋島直弘の子として生まれる。幼名は翁介。寛文元年（1661年）7月に直弘が没し、白石家家臣36人が殉死するのを藩主鍋島光茂より制止されている。9月に父の家督を相続した。初名は直氏。
藩主光茂や綱茂に御親類筆頭として信頼された。元禄2年（1689年）の光茂に間違いがあればそれを指摘することを誓約する起請文や、宝永3年（1706年）の藩主綱茂の一人娘・伊勢峯の将来について依頼する直堯への遺書が現存している。
享保2年（1717年）6月、家督を子の直愈に譲り隠居し、静恒と号した。
享保15年（1730年）、鍋島宗茂が新藩主となり、側役の有田八右衛門を勝手方に任命して、それまで藩政を担っていた請役の諫早茂晴（直堯の子）を排除し、宗茂側近により藩政を行おうとする動きが起こる。享保17年（1732年）、茂晴は蟄居、隠居を命じられた。ところが、同年起こった享保の大飢饉に際して、藩内で多くの餓死者を出し、有田八右衛門の対応に批判が高まる中で、享保18年（1733年）、宗茂が江戸に参勤中に、謹慎中の茂晴から支藩小城藩主鍋島直英に有馬の排除を訴える書状が出され、一門が直堯の屋敷に集まり協議の上で、宗茂に無断で有田八右衛門の罷免を断行した。宗茂は、有田の罷免を主導した直堯、直愈親子を呼び出し、厳しく叱責したが、側役から請役中心の藩政に回帰することを容認するしかなかった。
元文5年（1740年）7月18日死去。享年90。

## 参考サイト
- 鍋島氏直堯起請文前書案
- 徴古館収蔵品データベース別紙遺書
- 小城藩日記データベース